# パリ条約 (1498年)
パリ条約（パリじょうやく、ドイツ語: Vertrag von Paris）は1498年8月12日、当時フランドル伯だったフィリップ美公とフランス王ルイ12世の間の条約。条約により、フィリップ美公はゲルデルン公国とブルゴーニュ公国への請求を取り下げた。
1494年、フィリップ美公は父マクシミリアン1世時代の政策を逆転して、フランドル地方において自治政策をとった。臣下たちの利益、特に経済の利益を守るために、彼は隣国フランスと友好的な関係を保とうとした。1499年7月5日には父の意に反してフランドルとアルトワを代表してフランス王に忠誠を誓ったほどであった。一方のルイ12世も東部国境での紛争を終わらせて、イタリア戦争の計画に集中しようとしたことで、条約が成立した。